# 네브셰히르 카파도키아 공항

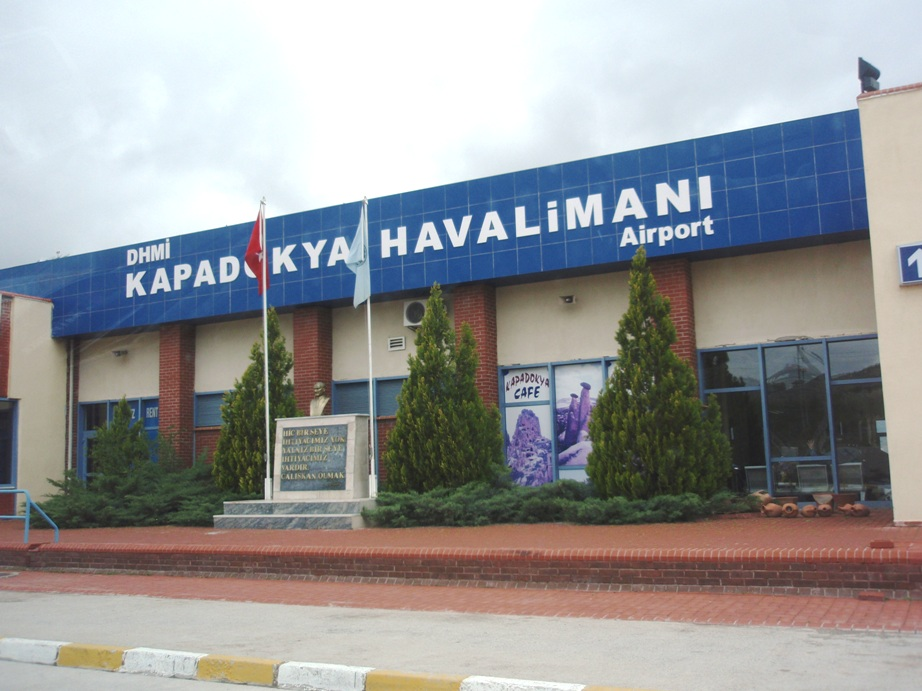

네브셰히르 카파도키아 공항(Nevşehir Kapadokya Airport, IATA: NAV, ICAO: LTAZ) 또는 간단히 카파도키아 공항(Kapadokya Airport)은 터키 중부 네브셰히르로부터 30킬로미터 지점에 위치한 공항이다.
1998년 11월 15일 Nevşehir Tuzköy Airfield라는 이름으로 시작하였다. 1988년 12월 17일 이착륙장의 이름이 네비셰히르 카파도키아 항공으로 변경되었다. 2006년 이 공항은 392개 화물, 833개의 민간항공기, 27,832명의 승객을 처리할 수 있었다. 이 공항의 국내, 국제 승객 터미널의 면적은 3,500제곱미터에 달하며 주차장은 400대 차량을 수용할 수 있다.